# Avakum Petrov
Avakum Petrov (rusko Авваку́м Петро́в; Аввакум Петрович Кондратьев), ruski protopop (nadduhovnik) Kazanske cerkve, * 20. november 1620, Grigorovo, Niženovgorodska oblast, Rusija, † 14. april 1682, nekdanji Pustozjorsk, danes Arhangelska oblast, Rusija.
Petrov je vodil gibanje proti reformam patriarha Nikona Ruske pravoslavne cerkve.
1. 1 2 3  Roux P. d. Nouveau Dictionnaire des œuvres de tous les temps et tous les pays — 2 — Éditions Robert Laffont, 1994. — Vol. 1. — P. 191. — ISBN 978-2-221-06888-5
2. 1 2  Историческая энциклопедия Сибири — Новосибирск: 2009. — ISBN 5-8402-0230-4
3. ↑  data.bnf.fr: platforma za odprte podatke — 2011.